# Pacific Fighters
Pacific Fighters est un simulateur de vol de combat sur PC dans le cadre de la Guerre du Pacifique, pendant la Seconde Guerre mondiale. Il a été développé par la société Maddox Games à partir de IL-2 Sturmovik.

## Developpement
Le jeu a été développé par la société russe Maddox Games à partir du moteur de jeu d'un autre simulateur de la même société, IL-2 Sturmovik (2001). Pacific Fighters a été distribué pour la première fois en 2004, en Russie par 1C Company et dans le reste du monde par Ubisoft.
Conçu comme une extension de IL-2 Sturmovik: Forgotten Battles, il peut néanmoins être utilisé comme un jeu complet (ou stand alone), sans avoir besoin de IL-2 Sturmovik, le jeu de base sur lequel s'installe Forgotten Battles.
Pacific Fighters bénéficie de nombreuses mises à jour apportant de nouveaux avions et un nouveau générateur de campagnes.
Il existe une extension nommée Pacific Fighters: Banzai (développée par X1 Software et éditée par Matrix Games).

## Campagnes
Le jeu permet de prendre part à certaines grandes batailles de la campagne du Pacifique :
- Pearl Harbor, décembre 1941
- Wake, décembre 1941
- Bataille de Singapour, janvier 1942
- Bataille de la mer de Corail, mai 1942
- Bataille de Midway, juin 1942
- Tulagi, juin 1942
- Nouvelle-Guinée, juillet-août 1942
- Bataille de Guadalcanal, août-Octobre 1942
- Îles Santa Cruz, octobre 1942
- Bataille de Tarawa, novembre 1943
- Îles Mariannes, juin 1944
- Palaos, septembre 1944
- Bataille d'Iwo Jima, février 1945
- Île Chichi, Mars 1945
- Bataille d'Okinawa, avril 1945
- Japon métropolitain, juin 1945
- Japon septentrional, juin 1945

Dans chaque campagne, le joueur peut prendre le rôle d'un pilote d'une des nations engagées :
- Alliés :
  - Pilote de chasse de l'Armée de l'air des Pays-Bas
  - Pilote de chasse de la Royal Air Force
  - Pilote de chasse de la Royal Australian Air Force
  - Pilote de chasse de la Royal Navy
  - Pilote de chasse de la Royal New Zealand Air Force
  - Pilote de chasse du United States Marine Corps
  - Pilote de chasse de la United States Navy
  - Pilote de bombardier de la United States Navy
  - Pilote de chasse de la United States Army
  - Pilote de bombardier de la United States Army
- Axe
  - Pilote de chasse de la Marine impériale japonaise
  - Pilote de bombardier de la Marine impériale japonaise
  - Pilote de chasse de la Marine impériale japonaise sur l'hydravion Nakajima A6M2-N
  - Pilote de chasse de l'Armée impériale japonaise
  - Pilote de bombardier de l'Armée impériale japonaise

## Avions présents dans le jeu

### Alliés
| Pilotables par le joueur       | Non pilotables              |
| ------------------------------ | --------------------------- |
| Bell P-39 Airacobra            | Boeing B-17 Flying Fortress |
| Bell P-63 Kingcobra            | Boeing B-29 Superfortress   |
| Brewster F2A Buffalo           | Bristol Blenheim            |
| Bristol Beaufighter            | Consolidated B-24 Liberator |
| Chance Vought F4U Corsair      | Curtiss H.75 Hawk           |
| Curtiss P-40 Warhawk           | Douglas C-47 Skytrain       |
| De Havilland DH.98 Mosquito    | Grumman TBF Avenger         |
| Douglas A-20 Havoc             |                             |
| Douglas SBD Dauntless          |                             |
| North American B-25 Mitchell   |                             |
| Grumman F4F Wildcat            |                             |
| Grumman F6F Hellcat            |                             |
| PBN-1 Nomad                    |                             |
| Hawker Hurricane               |                             |
| Lockheed P-38 Lightning        |                             |
| North American P-51 Mustang    |                             |
| Republic P-47 Thunderbolt      |                             |
| Supermarine Spitfire & Seafire |                             |

### Axe
| Pilotables par le joueur | Non pilotables   |
| ------------------------ | ---------------- |
| Aichi D3A                | Kawanishi H8K    |
| Kawasaki Ki-61 Hien      | Kawanishi N1K1   |
| Kawasaki Ki-100          | Mitsubishi Ki-46 |
| Mitsubishi A6M2          | Nakajima B5N     |
| Mitsubishi A6M3          | Ohka             |
| Mitsubishi A6M5          | Showa L2D        |
| Mitsubishi A6M7          |                  |
| Mitsubishi G4M           |                  |
| Mitsubishi J2M           |                  |
| Nakajima A6M2-N          |                  |
| Nakajima Ki-43 Hayabusa  |                  |
| Nakajima Ki-84           |                  |